# افیر انرژی
افیر انرژی (انگلیسی: Ophir Energy) شرکت نفت و گاز بریتانیایی است، که در سال ۲۰۰۴ تأسیس شد.